# Hog Cay, Nicaragua
Hog Cay är en ö i Pärllagunen i kommunen Laguna de Perlas i västra Nicaragua. Den ligger precis innanför lagunens utlopp i Karibiska havet. Ön är 4 km lång i nordsydlig riktning och 1 km bred. Ytan är drygt 3 km2. Ön har endast ett fåtal hus och inga vägar.